# Цоне
Цоне је насеље у Италији у округу Бреша, региону Ломбардија.
Према процени из 2011. у насељу је живело 867 становника. Насеље се налази на надморској висини од 680 м.

## Становништво
Према резултатима пописа становништва 2011. у општини је живело 1.091 становника.
| 1951. | 1961. | 1971. | 1981. | 1991. | 2001. | 2011. |
| ----- | ----- | ----- | ----- | ----- | ----- | ----- |
| 1.158 | 1.044 | 1.034 | 1.101 | 1.138 | 1.145 | 1.091 |